# Ignoranz
Ignoranz zeichnet sich dadurch aus, dass eine Person in einem bestimmten Sachgebiet über kein Wissen verfügt, etwas nicht wissen will oder nicht zur Kenntnis nimmt (Missachtung). Ignoranz liegt in der Entscheidungstheorie und Informationsökonomik vor, wenn ein Entscheidungsträger über keinerlei entscheidungsrelevante Informationen verfügt.

## Allgemeines
Der Duden versteht unter Ignoranz „Unwissenheit, Unkenntnis auf einem Gebiet, auf dem man von dem Betreffenden eine gewisse Sachkenntnis erwartet“. Unwissenheit oder Unkenntnis sind mithin per se keine Ignoranz, sondern erst, wenn Andere von jemand Wissen oder Kenntnis voraussetzen.

## Etymologie
Das Wort Ignoranz ist im Deutschen seit dem 16. Jahrhundert als Lehnwort belegt und geht etymologisch auf das Substantiv lateinisch ignorantia („Unwissenheit“) zurück. Das Verb ignorieren wurde aus lateinisch ignorare („nicht wissen“, „nicht kennen wollen“) entlehnt, das im Ablaut zu lateinisch ignarus (von lateinisch in-gnarus, „unwissend“ und zu lateinisch gnarus, „einer Sache kundig“) steht. Des Weiteren zählen die Wörter zur Wortfamilie von
lateinisch noscere („erkennen, kennenlernen“). „Ignoranz“ oder „ignorieren“ bedeutet also, dass eine Person einer Sache unkundig ist oder sich absichtlich nicht mit dieser befassen möchte.

## Begriffsvarianten
Das Verb ignorieren bezeichnet sowohl das bewusste wie das unbewusste nicht zur Kenntnis nehmen (wollen) eines Sachverhaltes, eines Vorgangs, einer gesellschaftlichen Entwicklung oder einer Person. Im Gebrauch hat das Verb keine zwingend negative Konnotation. Sogar im Falle der bewussten Ignoranz ist es denkbar, dass die Person, die ignorant ist, dafür gute und nachvollziehbare Gründe hat. Hierfür – als ein Beispiel – ein Zitat aus dem Roman Der Besuch des Leibarztes von Per Olov Enquist: 

„König Christian VII. kleidete sich in einen grauen Mantel und glaubte, so werde er nicht erkannt; dass zwei Soldaten ihm ständig im Abstand folgten, auch jetzt, ignorierte er.“

 Die Bezeichnung Ignorant für eine Person, die etwas nicht zur Kenntnis nimmt oder absichtlich nicht zur Kenntnis nehmen will, ist in der deutschen Sprachpraxis ein Vorwurf, hat also im Gegensatz zum Verb ignorieren eine negative Konnotation. Ein Ignorant ist jemand, der sich nicht um Wissen, Erkenntnis und Wahrnehmung bemüht und daher (absichtlich) unwissend verbleibt. Das Wort kann als Schimpfwort oder als Beleidigung gelten.
Bei Rationaler Ignoranz verzichtet jemand bewusst darauf, sich mit einem Thema auseinanderzusetzen, und verpflichtet jemand anderes, sich damit zu befassen. Es ist der Verzicht auf die Einmischung in einzelne (politische) Geschäfte in einem Gremium, weil es für Einzelne gar nicht möglich ist, sich mit jedem Geschäft vertieft auseinanderzusetzen. Rationale Ignoranz ist eine Form freiwilliger Ungewissheit, und folglich ist sie das Gegenteil von Gewissheit.

## Begriffsentwicklung
Ignoranz wird heute im Deutschen oft als ein Vorwurf an eine Person verwendet, der Desinteresse und Unwissenheit bis hin zur Dummheit unterstellt wird. Als Gegensatz zur Toleranz gilt die Ignoranz auch als die Unfähigkeit oder der Unwillen, Akzeptanz zu äußern.
Unter den französischen Existentialisten galt die Ignoranz als die Weigerung, sich durch das Sein betroffen zu fühlen, Wissen und Bildung wurde als Ausweg gesehen.
In einer Informationsgesellschaft gewinnt der Begriff Ignoranz eine neue Bedeutung, indem er den Bereich des Nichtwissens umfassend kennzeichnet und dem Bereich des Wissens gegenübergestellt wird. Dadurch löst sich die bisherige Auffassung der Ignoranz von einzelnen Personen. Die aktuelle Entwicklung kann in Richtung eines kollektiven Begriffs gehen. In diesem Kontext unterscheidet Hans Rott, Philosoph an der Universität Regensburg, zwei Formen:
- Ignoranz als Disposition: Hierbei handelt es sich um eine generelle Veranlagung, mögliches Wissen nicht wissen zu wollen.
- Ignoranz als Episode: Diese Form ist zeitlich begrenzt und meint partikulare Vorkommnisse von Nichtwissen, dass etwas der Fall ist.[4]

## Recht
Das Allgemeine Landrecht für die Preußischen Staaten kannte einen sogenannten Ignoranzeid (lateinisch Jusjurandum ignorantiae). Er stellte speziell im Handels- und Wechselrecht die eidliche Versicherung einer Person dar, dass sie von einer behaupteten Tatsache nichts wisse (vgl. auch Eid).

## Entscheidungstheorie und Informationsökonomik
Ignoranz besteht in Entscheidungstheorie und Informationsökonomik in einem vollständigen Fehlen von Daten oder Informationen, so dass eine rationale Entscheidung nicht möglich ist. Der Informationsgrad der Ignoranz beträgt mithin 0 Prozent. Gegensatz bildet die vollständige Information mit einem Informationsgrad von 100 %. Die Ignoranz ist nicht so realitätsfern wie die vollständige Information, dürfte jedoch in der Realität äußerst selten auftreten. Die Informationsgrade zwischen Ignoranz und vollständiger Information heißen unvollständige Information. Der abgestufte Informationsgrad lautet dabei konkret: Sicherheit, Risiko, Ungewissheit und Unsicherheit. Sicherheit liegt vor, wenn der Eintritt eines künftigen Umweltzustands zu 100 % determiniert ist. Beim Risiko können den möglichen Ausprägungen künftiger Umweltzustände subjektive oder objektive Eintrittswahrscheinlichkeiten zugeordnet werden; Ungewissheit kennzeichnet eine Entscheidungssituation, bei der die möglichen Ausprägungen künftiger Umweltzustände zwar bekannt sind, aber keine Wahrscheinlichkeiten zugeordnet werden können. Unsicherheit schließlich beinhaltet die Möglichkeit von ex post-Überraschungen. Letztere sind der „Wechsel der Erwartung aufgrund des Eintreffens neuer Daten“. Andere Autoren stufen ab nach Sicherheit, Quasi-Sicherheit, Risiko, Unsicherheit, rationale Indeterminiertheit und Ignoranz.